# Théâtre suédois
Le Théâtre suédois (en suédois : Svenska Teatern, en finnois : Ruotsalainen Teatteri), est un théâtre  de langue suédoise situé sur Erottaja et Pohjoisesplanadi à Helsinki en Finlande.

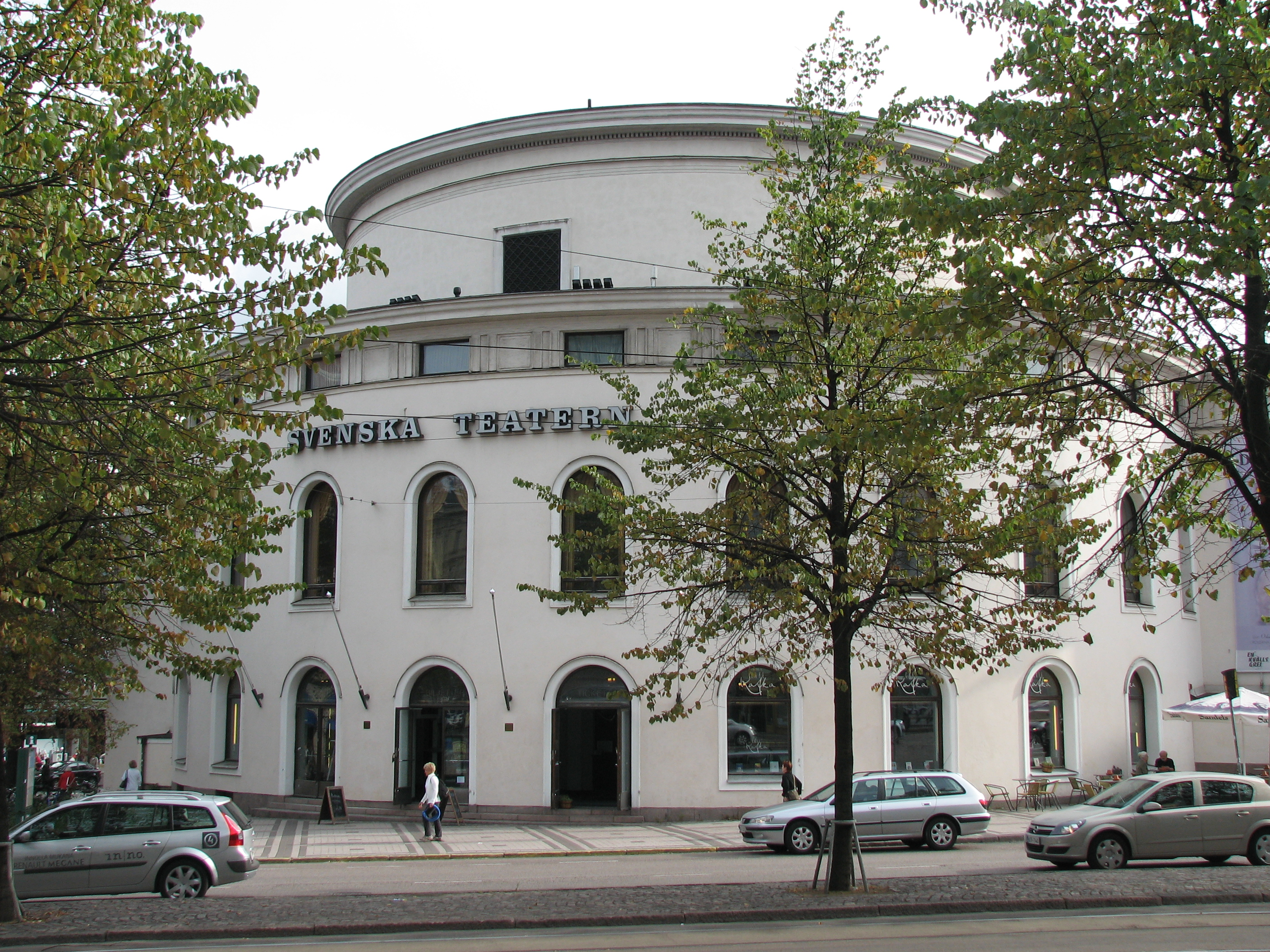
L'entrée du Théâtre suédois.

## Scènes
Le Théâtre suédois a trois scènes la Grande scène (Stora scenen), la scène AMOS et la petite scène (Nicken). La grande scène a 700 places, la scène AMOS 160 places et la petite scène 70 places. Le théâtre a une dizaine de premières par an et il coopère avec de nombreuses organismes culturels. Le théâtre a 80 employés permanents.
La façade du théâtre donnant sur la rue Mannerheimintie est illuminée d'une couleur dépendant du type de spectacle en cours; le vert pour les drames en suédois, le jaune pour les programmes enfantins ou pour jeunes, le rouge pour le théâtre musical ou en bleu pour les spectacles du monde et les classiques.

## Histoire
La construction du premier théâtre d’Helsinki s'achève en 1827. Le bâtiment en bois, conçu par Carl Ludvig Engel, est situé au coin de la rue Mikaelsgatan et de l'Esplanadi. 
À l'époque de son ouverture, le théâtre n'a pas d'acteur permanent et la plupart de ceux qui y jouent le font en route vers Saint-Pétersbourg.
L'intérêt croissant des habitants d’Helsinki rend le bâtiment trop exigu. Un nouveau bâtiment, conçu par Georg Theodor von Chiewitz et construit sur Skillnaden à l'endroit du théâtre suédois actuel, ouvre le  28 novembre 1860. La première pièce qui y est jouée est Princessan av Cypern de Zacharias Topelius et Fredrik Pacius. 
Les premiers acteurs font partie de la troupe de Pierre Deland (en) et y jouent en 1860 et 1861. 
Les pièces sont d'abord jouées en suédois, mais l'actrice suédoise Hedvig Raa-Winterhjelm lance les premières pièces en finnois. Emilie Mechelin fut la première professeure de chant au Collège de musique d'Helsinki à s'y produire dans les années 1870 lorsqu'elle chante au théâtre suédois "Nya Teatern (Nouveau Théâtre)" . 
En 1863, le bâtiment est entièrement détruit par un incendie.
Un nouveau bâtiment conçu par Nicholas Benois dans le style néoclassique ouvre ses portes en 1866. 
Ce nouveau théâtre s'appelle Nya Teatern. 
En 1887, un nouveau théâtre ouvre à Helsinki et le Nya Teatern est renommé  en Svenska Teatern. 
En 1935, le bâtiment du Svenska Teatern est rénové par Eero Saarinen et Jarl Eklund. 
La façade richement décorée est alors remplacée l'actuelle façade de style fonctionnaliste.
Au début du XXe siècle, les directeurs du théâtre sont majoritairement suédois et les de nombreux acteurs viennent de Suède. En 1915, le théâtre devient la scène nationale pour le théâtre finlandais en langue suédoise.
En 2012, le théâtre a été rénové, en plus de ses nouvelles structures porteuses il a été actualisé techniquement. 
Le rideau de scène s'ouvre automatiquement, la scène est tournante, et elle dispose de 16 ascenseurs, l'éclairage a été déporté en dehors de la salle.
Le concepteur est l'architecte Stefan Ahlman. 
Les travaux ont coûté 50 millions d'euros.